# Miroslava Šandová
Miroslava Šandová (* 20. dubna 1947 Hostomice pod Brdy) je česká botanička.

## Život
Narodila se 20. dubna 1947 v Hostomicích na Berounsku. Po Střední všeobecně vzdělávací škole v Hořovicích začala v roce 1965 studovat přírodopis a základy zemědělské výroby pro 2. stupeň na Pedagogické fakultě v Plzni. Po dokončení studia nastoupila v roce 1969 jako dokumentátorka a o rok později jako odborná pracovnice-botanička do Západočeského muzea v Plzni. V letech 1970–1976 při zaměstnání vystudovala geobotaniku na Přírodovědecké fakultě Univerzity Karlovy v Praze. V roce 1979 tamtéž obhájila rigorózní práci.
V letech 1971–1984 spolupracovala na přípravě stále muzejní expozice o přírodě západních Čech i dalších výstav botanického oddělení muzea. Pracovala též jako redaktorka časopisu Folia Musei rerum naturalium a v roce 1970 se stala členkou Československé botanické společnosti. Od června 1984 nastoupila jako inspektorka pro ochranu přírody, památky a muzea na odboru kultury ONV v Rokycanech.
Od května 1990 se stala po výběrovém řízení ředitelkou Muzea Dr. Bohuslava Horáka v Rokycanech. V roce 1998 se stala předsedkyní Kolegia muzeí královských měst při Asociaci muzeí a galerií České republiky a v letech 2000–2004 byla předsedkyní oborové botanické komise při této asociaci.
V roce 2005 obdržela pamětní medaili ústředního výboru Českého svazu bojovníků za svobodu, v němž byla dlouhodobě činná.